# Peter Schepelern
Peter Schepelern (født 8. december 1945) er en dansk filmlektor og forfatter, der nok især er kendt for at have redigeret det store værk om verdens film, Filmleksikon, men som gennem en menneskealder har forsket i film og formidlet sin viden på utallige måder. Han er lektor ved Københavns Universitet, Institut for Medier, Formidling og Erkendelse.

## Karriere
Peter Schepelern indledte sine studier på litteraturvidenskab, inden han kom under vingerne af dansk filmvidenskabs grand old man Bjørn Rasmussen, der støttede ham til i 1973 at blive den første danske mag.art. i filmvidenskab. Siden har han forsket i film og formidlet sin viden i bøger, tidsskrifter og andre medier. Han har således været medredaktør af filmtidsskriftet Kosmorama i flere omgange (1972-1979, 1986-1992 og 1997-nu) samt blandt andet skrevet bøger om Carl Th. Dreyer, Lars von Trier og Per Fly samt Filmleksikon og 100 års danske film.
Han har desuden skrevet romanen Hr. Bidoulacs tavshed (1980) og fiktionerne Af samme forfatter (1999).

### Faglitteratur
- Den fortællende film (1972)
- Danmarksfilmen (1980)
- Film og genre : filmens genrebegreb i kommerciel praksis og kritisk teori (1981)
- Tommen : Carl Th. Dreyers filmjournalistiske virksomhed (1982)
- Amerikansk kultur efter 1945, afsnit: "Et åndesyn af Amerika" (1992, red. Øystein Hjort)
- Filmleksikon (red., 1995)
- Kunstens element: Lars von Triers univers (1997)
- 100 års danske film (sammen med Eva Jørholt, 2001)
- Bænken (2003)
- Om Kammesjukjul : en film af Nils Malmros (sammen med Christian Monggaard og Thomas Frandsen, 2006)
- Ørkenens Sønner Bogen (2008)

### Skønlitteratur
- Hr. Bidoulacs tavshed (1980)
- Af samme forfatter (1999)